# Негода Сергій Петрович
Него́да Сергі́й Петро́вич (нар. 1967, с. Погреби (Броварський район), Київська область) — український письменник і педагог.

## Біографія
Народився 4 листопада в с. Погреби, Броварського району на Київщині. Випускник механіко-математичного факультету Київського державного університету ім. Т. Г. Шевченка (1992). Відтоді працює учителем математики та інформатики у школах Вінниці, має фахові праці з креативної педагогіки та викладання математики. Також займається літературною діяльністю.

## Літературна діяльність
Пише українською мовою, має окремі твори російською. Публікується з 1998 р. Проявив себе як поет-авангардист, літературний критик та прозаїк. Друкується під власним ім'ям та псевдонімами — Адоген, Сергій Вінницький.

Учасник літературної групи Лірики Transcendent'a (2003).

В 2003—2007 рр. редактор вінницької газети «Поле літературне».

Один з фундаторів Вінницької обласної організації Всеукраїнської творчої спілки «Конгрес літераторів України» (2009).
Автор двох книг літературної критики та прози:
- «У Вінниці, як у Венеції» (2003);
- «Феномен сучасника» (2004).

Поезія друкується в періодиці, зокрема міститься в альманах «Змах крила» (2003), «Маскарад», (2004, Вінниця), «АРТ-Шум», «Стых» (2009, Дніпропетровськ), «SITIS» (2010, Канів), «Харьковский мост» (2010), «ЛАВА» (2011, Харків); колективних збірках групи Лірики Transcendent'a «Ключи» (2005) та «Книга лирики» (2013). Є публікації в освітянських альманахах Вінниці та журналі «Вінницький край».